# Nowa Dmytriwka (Solotonoscha)
Nowa Dmytriwka (ukrainisch Нова Дмитрівка; russisch Новая Дмитровка Nowaja Dmitrowka) ist ein Dorf im Nordosten der ukrainischen Oblast Tscherkassy mit etwa 2300 Einwohnern.
Das Dorf wurde in der ersten Hälfte des 19. Jahrhunderts gegründet und liegt an der ukrainischen Nationalstraße N 16, 4 Kilometer nordwestlich der Rajonshauptstadt Solotonoscha und 27 Kilometer nördlich der Oblasthauptstadt Tscherkassy.

## Verwaltungsgliederung
Am 12. Juni 2020 wurde das Dorf zum Zentrum der neugegründeten Landgemeinde Nowa Dmytriwka (Новодмитрівська сільська громада/Nowodmytriwska silska hromada). Zu dieser zählen auch die 15 in der untenstehenden Tabelle aufgelisteten Dörfer sowie die 2 Ansiedlungen Cholodne und Dibriwka, bis dahin bildete es zusammen mit dem Dorf Melessiwka sowie der Ansiedlung Dibriwka die gleichnamige Landratsgemeinde Nowa Dmytriwka (Новодмитрівська сільська рада/Nowodmytriwska silska rada) im Zentrum des Rajons Solotonoscha.
Folgende Orte sind neben dem Hauptort Nowa Dmytriwka Teil der Gemeinde:
| Name                     | Name       | Name                    |
| ukrainisch transkribiert | ukrainisch | russisch                |
| ------------------------ | ---------- | ----------------------- |
| Antypiwka                | Антипівка  | Антиповка (Antipowka)   |
| Bakajiwka                | Бакаївка   | Бакаевка (Bakajewka)    |
| Cholodne                 | Холодне    | Холодное (Cholodnoje)   |
| Dibriwka                 | Дібрівка   | Дибровка (Dibrowka)     |
| Domantowe                | Домантове  | Домантово (Domantowo)   |
| Drabiwzi                 | Драбівці   | Драбовцы (Drabowzy)     |
| Dmytriwka                | Дмитрівка  | Дмитровка (Dmitrowka)   |
| Kowtuny                  | Ковтуни    | Ковтуны                 |
| Lwiwka                   | Львівка    | Львовка (Lwowka)        |
| Markisiwka               | Маркізівка | Маркизовка (Markisowka) |
| Matwijiwka               | Матвіївка  | Матвеевка (Matwejewka)  |
| Melessiwka               | Мелесівка  | Мелесовка (Melessowka)  |
| Myzaliwka                | Мицалівка  | Мицаловка (Mizalowka)   |
| Podilske                 | Подільське | Подольское (Podolskoje) |
| Senkiwzi                 | Сеньківці  | Сеньковцы (Senkowzy)    |
| Skorykiwka               | Скориківка | Скориковка (Skorikowka) |
| Wilchy                   | Вільхи     | Ольхи (Olchi)           |